# Déesses indiennes en colère
Pour plus de détails, voir Fiche technique et Distribution.
Déesses indiennes en colère (titre original : Angry Indian Goddesses) est un film germano-indien réalisée par Pan Nalin, sorti en 2015.
Cette comédie dramatique traite de sujets sensibles en Inde, comme l'homosexualité, le viol, le droit des femmes et la domination masculine en général, ce qui a valu au réalisateur un accueil très critique dans son pays.
Le film a cependant été présenté en projection spéciale au 40e festival international du film de Toronto où il a terminé 2e pour le prix du public.

## Synopsis
Sept amies venues de toute l'Inde se réunissent dans la zone portugaise de Goa à l'occasion du mariage de l'une d'entre elles (Frieda Da Silva, Sarah-Jane Dias). Laxmi (Rajshri Deshpande) fait office de gouvernante et l'aide à tenir sa riche propriété avec sa grand-mère. Pendant huit jours, elles se racontent donc leurs vies et partagent leurs doutes sur une société en train de changer.
La première, Joanna (Amrit Maghera) est une actrice métisse de Bollywood qui n'arrive pas à percer, tout comme Madhurita (Anushka Manchanda), une chanteuse mal dans sa peau qui a du mal à se faire un nom. Ce n'est pas le problème de Suranjana (Sandhya Mridul), business-woman affranchie, mais comme elle est tellement prise par son travail, elle n'a pas le temps de se consacrer à sa fille Maya. Et tandis que Nargis Nasreen (Tannishtha Chatterjee) continue son discours de militante activiste, Pamela Jaswal (Pavleen Gujral) se rend compte qu'elle n'est pas heureuse dans son couple et qu'elle ne peut pas exprimer ses qualités d'étudiante brillante qu'elle était autrefois. Entre comédie et drame, les huit jours seront une occasion de se retrouver et de faire le point sur leurs vies d'Indiennes modernes qu'on sent peu à peu dominée par le poids des traditions.

## Fiche technique
- Titre : Déesses indiennes en colère
- Titre original : Angry Indian Goddesses
- Réalisation : Pan Nalin
- Scénario : Pan Nalin, co-scénaristes : Subhadra Mahajan, Dilip Shankar, Arsala Qureishi
- Musique : Cyril Morin
- Photographie : Swapnil S. Sonawane
- Montage : Shreyas Beltangdy
- Production : Gaurav Dhingra, Pan Nalin
  - Coproduction : Sol Bondy, Jamila Wenske, Sudhir Chander Dhingra, Advet Bhambhani
  - Production déléguée : Nandish Domlur
  - Production exécutive : Shyam Bora
- Sociétés de production : One Two Films, Jungle Book Entertainment
- Distribution (France) : ARP Selection
- Pays de production :  Inde,  Allemagne
- Langue originale : hindi
- Genre : comédie dramatique
- Durée : 115 minutes (1 h 55)
- Dates de sortie :
  - Canada : 18 septembre 2015 (Festival international du film de Toronto)
  - Suisse : 28 septembre 2015 (Festival du film de Zurich)
  - Italie : 23 octobre 2015 (Festival international du film de Rome)
  - Allemagne : 23 octobre 2015 (Festival international du film de Hof)
  - Suède : 11 novembre 2015 (Festival international du film de Stockholm)
  - Inde : 4 décembre 2015
  - France : 27 juillet 2016

## Distribution
- Tannishtha Chatterjee (en) : Nargis Nasreen, la militante
- Rajshri Deshpande (en) : Lakshmi, la gouvernante
- Sarah-Jane Dias : Frieda Da Silva, la future mariée
- Pavleen Gujral : ‘Pammy’ Pamela Jaswal, l'étudiante brillante
- Amrit Maghera : ‘Jo’ Joanna, l'actrice de Bollywood
- Anushka Manchanda : ‘Mad’ Madhurita, la chanteuse
- Sandhya Mridul (en) : ‘Su’ Suranjana, la business-woman
- Anuj Choudhry : le voisin
- Arjun Mathur : Zain
- Adil Hussain : le chef de police
- Jeffrey Goldberg : Chris

## Accueil et censure
En Inde, plusieurs scènes du film ont été censurées par le Central Board of Film Certification (Conseil de certification des films), notamment celles où des expressions vulgaires ou familières étaient utilisées par des femmes. Celles d'alcool superposées à des images de déesses n'ont pas plu non plus au CBFC et ont été systématiquement floutées, ainsi que celle de l'homme que l'on rend objet de désir systématiquement coupée.
Pan Nalin, en postant ces scènes censurées sur Youtube, a déclenché une réelle polémique, et s'est vu invité par de nombreux plateaux télé par la suite, pas tant pour parler du film en soi que des questions sociétales qu'il soulève en Inde sur le droit des femmes, où de nombreuses jeunes de classe moyenne sont partagées entre désir de modernité et de tradition, dans une société largement patriarcale. Le film a ainsi dérangé une partie de l'extrême droite et des ultra-conservateurs : on a notamment assuré au réalisateur qu'il allait « mourir comme les caricaturistes de Charlie Hebdo. »

## À noter
- Le réalisateur souhaitait à la base faire un buddy movie (film de potes, très populaire en Inde), mais avec des femmes, tout en s'étonnant qu'il n'y en ait jamais existé[4].
- Cyril Morin a réalisé la bande-originale. C'est la troisième fois qu'il travaille avec Pan Nalin sur un long-métrage, après Samsâra en 2001 et La Vallée des fleurs en 2006.